# Hieracium aestivum
Hieracium aestivum es una especie de planta con flor del género Hieracium, de la familia Asteraceae, orden Asterales.

## Distribución
Hieracium aestivum se distribuye por Noruega.

## Taxonomía
Fue descrita científicamente por R. E. Fr. Fue publicada en Nova Acta Regiae Soc. Sci. Upsal., ser. 2, 14: 176 (1848).